# Vương Gia Lương
Vương Gia Lương (tiếng Trung: 王嘉良; bính âm: Wáng Jiā Liáng) (sinh tháng 9 năm 1932) là một đại kiện tướng cờ tướng Trung Quốc.

## Thành tích
Vào những năm 1956, 1957 và 1959, khi tham dự các giải đấu toàn Trung Quốc ông đều đoạt được ngôi vị Á quân.
Đến năm 1980, tại giải Cúp đồng đội châu Á lần thứ nhất, ông là kì thủ chủ lực của đội tuyển Trung Quốc và đã thi đấu rất thành công, góp phần lớn giành chức vô địch về cho đội Trung Quốc, ông được kỳ giới đặt cho biệt danh là Đông Bắc Hổ.
Năm 1982, ông được phong "Trung Quốc tượng Kỳ Đại Sư (kiện tướng quốc gia)"
Đầu năm 1984, ông trở thành "Trung Quốc Đặc Cấp Đại Kỳ Sư (đại kiện tướng)"

## Phong cách chơi cờ
Sở trường là chuyên sử dụng "Trung Pháo Quá Hà Xe" thế công rất mãnh liệt.

## Sách cờ
Năm 1979, ông khởi xướng và chủ biên Tạp chí chuyên về cờ tướng của tỉnh Hắc Long Giang, đó là "Nguyệt San Bắc Phương Kỳ Nghệ" rất có uy tín hiện nay ở Trung Quốc.
Ông còn nghiên cứu biên soạn nhiều tác phẩm nổi tiếng về cờ tướng như "Tượng Kỳ Trung Phong, Tượng Kỳ Tiền Phong, Tượng Kỳ Hậu Vệ" (biên soạn cùng danh thủ Lý Đức Lâm, Quốc Trung Đảm,...)